# Barbuda
Barbuda je ostrov, součást Závětrných ostrovů v Karibiku, jeden z ostrovů státu Antigua a Barbuda. Nachází se severně od Antiguy a má rozlohu 161 km². V roce 2011 zde žilo 1600 obyvatel, většina z nich ve městě Codrington pojmenovaném po plantážnické rodině, které ostrov v minulosti patřil. Nejvyšší bod ostrova dosahuje nadmořské výšky 38 m.

## Evakuace ostrova v roce 2017
V ranních hodinách 6. září 2017 přes ostrov přešlo oko hurikánu Irma. Vítr dosahoval rychlosti až 350 km/hod. Podle vyjádření Gastona Brownea, premiéra Antiguy a Barbudy, bylo na ostrově poničeno na 90 % obydlí a polovina obyvatel Barbudy se ocitla zcela bez domova. Během následujících dnů bylo veškeré obyvatelstvo Barbudy evakuováno na Antiguu a ostrov zůstal dočasně neobydlen. V polovině září 2017 byla na Barbudu vyslána vojenská posádka asi 30 osob, která měla ostrov a jeho jediné letiště hlídat. V listopadu 2017 žila na ostrově asi stovka z původních 1700 obyvatel.

## Galerie

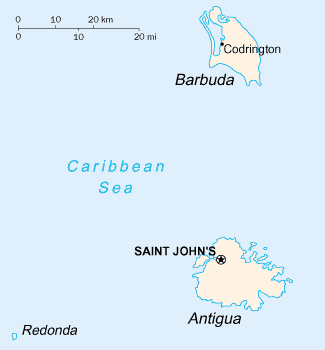
Mapa Antiguy a Barbudy
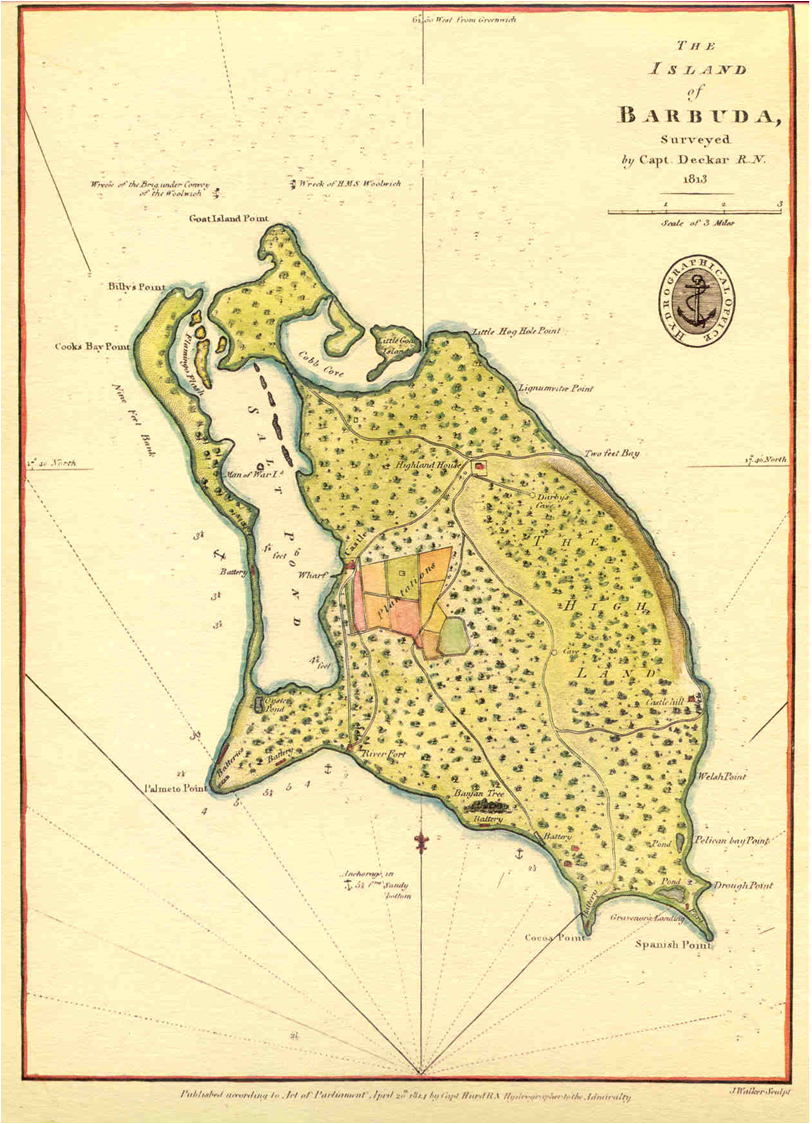
Historická mapa ostrova z roku 1813
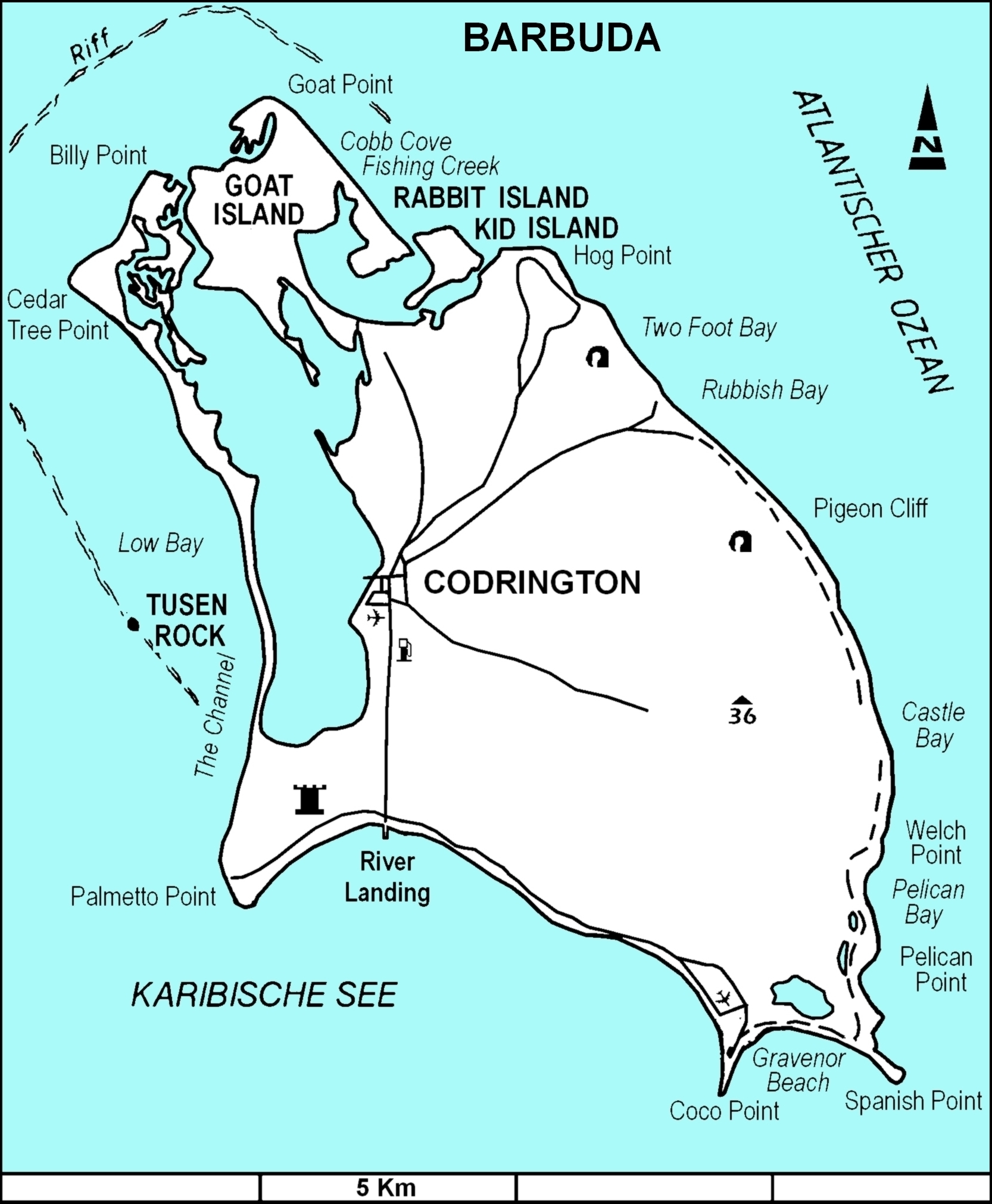
Mapka Barbudy
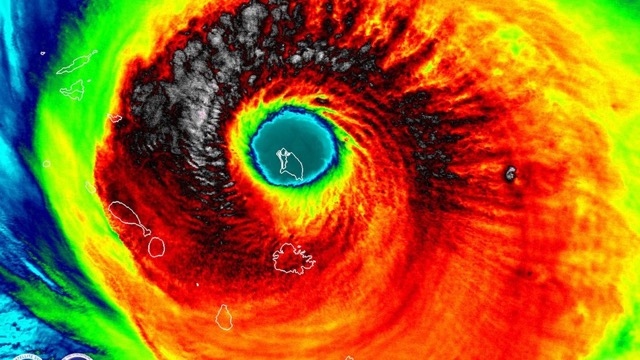
Barbuda v oku hurikánu Irma na snímku NASA
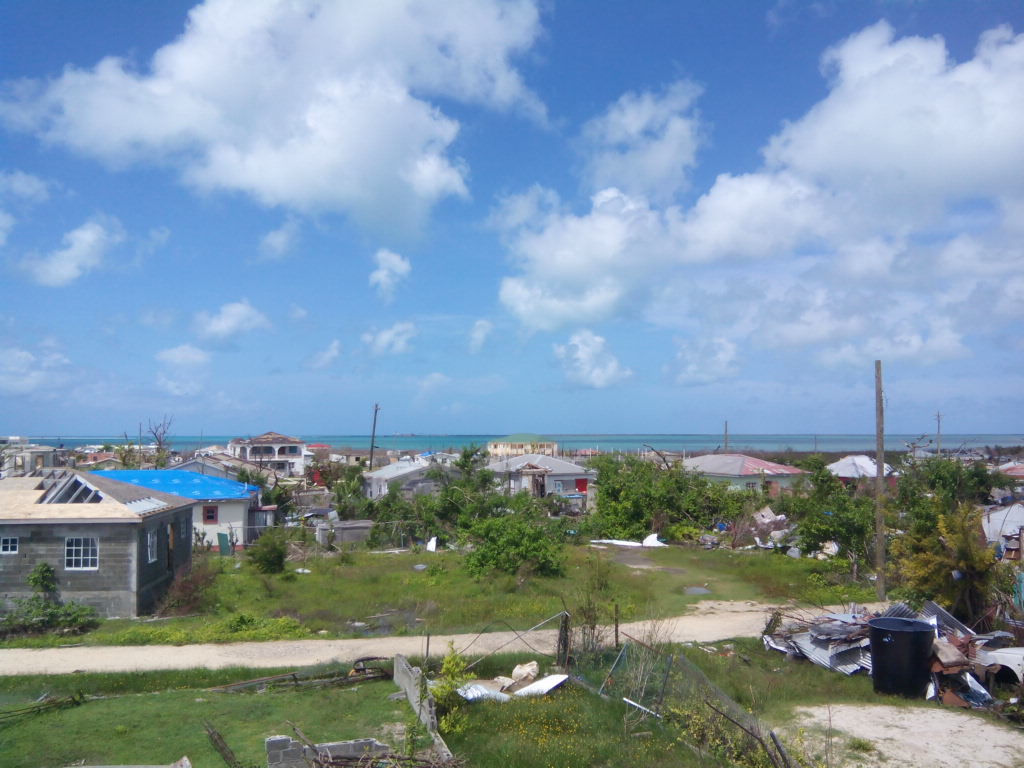
Následky hurikánu Irma na Barbudě